# Peter Ramiro Méndez
Peter Méndez (Melo, 27 de gener de 1964) és un futbolista uruguaià retirat que ocupava la posició de davanter. Va militar a diversos clubs del seu país, de Colòmbia i del Perú. També va militar al RCD Mallorca de la primera divisió espanyola. Va ser internacional amb l'Uruguai en 9 ocasions, tot marcant 4 gols. Hi va participar en la Copa Amèrica de 1991, on marca 3 gols en 4 partits.